# Selección de baloncesto de Cuba
La selección de baloncesto de Cuba es el equipo formado por jugadores de nacionalidad cubana que representa a la Federación Cubana de Baloncesto en las competiciones internacionales organizadas por la Federación Internacional de Baloncesto (FIBA) o el Comité Olímpico Internacional (COI): los Juegos Olímpicos, la Copa Mundial de Baloncesto y el Campeonato FIBA Américas.
Ganó la medalla de bronce en los Juegos Olímpicos de Múnich 1972 y terminó en cuarto lugar en el Campeonato Mundial FIBA de 1974. Es el único equipo del Caribe en ganar una medalla en un evento mundial importante.

## Historia

### Juegos Olímpicos de Múnich 1972
Cuba abrió los Juegos Olímpicos venciendo el 27 de agosto a Egipto por 105 a 64. Luego derrotó a España 74 a 63. Perdió después —el único partido que perdió en la clasificatoria— ante Estados Unidos por 48 a 67. Después venció a Checoslovaquia 77 a 65. Más tarde a Australia 84 a 70 y apabulló después a Japón 108 a 63, para cerrar con una dramática victoria ante Brasil por 64 a 63.
Luego en el cruce, perdió con la Unión Soviética por apenas 6 cartones (67 a 61) y por eso tuvo que discutir la medalla de bronce ante Italia. En todos esos partidos, Pedro Chappé anotó 114 puntos, jugó para un 75% de efectividad en los tiros, 14 rebotes ofensivos y 39 defensivos; y cometió en total 25 faltas; menos de 3 por juego.
Posiblemente, de no haber acontecido lo que ocurrió en la final del baloncesto olímpico en Múnich 72, con aquella derrota del equipo norteamericano ante el soviético, en lo que todos han considerado llamar la final más dramática de la historia del baloncesto, y aquellos 3 segundos interminables, todavía se estuviese hablando del partido de Cuba ante Italia, y del negro Chappé.
Al menos en España, donde vivió hasta su fallecimiento en el 2003 a la edad de 58 años, todavía le reprochaban a Chappé el partidazo que se gastó ante los ibéricos, anulando de forma brutal a Clifford Luyk; eliminándolos —dicen ellos—  del pase a la semifinal. Un partido donde el único que pudo sacar la cara por los peninsulares fue el genial Santillana.
«Era —dice el propio Luyk— un pívot atípico: no llegaba a los dos metros, tenía mucho culo, un buen tiro exterior que apenas utilizaba… Inteligente y hombre de equipo, convertía en aprovechable cualquier balón que recibía. A nosotros nos vencieron marcándonos por delante y haciendo ayudas atrás en cada pase bombeado. Estamos hablando de uno de los legendarios, alguien que le daba igual meter 8 que 28. Simplemente, hacía lo necesario para ganar. Ay, el gran Chappé».

#### El partido por el bronce ante Italia
Nosotros de los italianos sabíamos algo pues en 1970, en los Universitarios de Turín, los derrotamos 64 a 61. Ahora para el 72 tenían un buen entrenador: Giancarlo Primo, y sus mejores jugadores eran sin dudas Dino Meneghin, quien está considerado el mejor jugador italiano de todos los tiempos y uno de los mejores de Europa; Pierluigi Marzorati, que era un defensa buenísimo, que no por gusto la FIBA en el 91 lo incluyó entre los 50 mejores jugadores; y Bariviera… quien fue junto a Zanatta el que más daño nos hizo ese día.
Pero ya nosotros le habíamos ganado a España, y ganarle a los italianos no era muy distinto. Lo que pasa es que uno piensa una cosa antes y otra sucede después. O piensa una cosa fuera de la cancha y otra ocurre dentro, y los italianos tenían más oficio que nosotros de aquí a Roma.
Ganamos el primer tiempo 43–40, pero ellos hicieron los ajustes necesarios y en el segundo tiempo nos entraron por los ojos; pero dejaron demasiado libre a Ruperto, y por ahí mismo se les empezó a escapar la victoria. Herrera estaba encendío, sí, pero el que sí se puso guapo de verdad fue Chappé y los italianos se apendejaron, o se cansaron, o qué sé yo.
Aquello se puso caliente caliente, porque a Chappé bastaba mirarlo pa´ que a cualquiera se le aflojaran las patas. Era un moreno impresionante, la verdad… Y Urgellés con esos brincos y esas fintas se les empezó a meter por donde quiera. Ellos buscando anular a Chappé, y Ruperto y Urgellés le desgraciaron la estrategia. Herrera era puro músculo; joven, fuerte, y estaba en una forma envidiable para ese mundial.
El mulato no creía en nadie. Tenía el tiro fino fino. Además, era muy explosivo, no tanto como Urgellés que te aparecía por aquí y después por allá y parecía que era de petróleo. El Jabao Herrera también se creció ese día, en general siempre jugaba bien.
El Jabao, Conrado Pérez y Miguelito también anotaron como 8 puntos cada uno. Entonces fue cuando el ave del infortunio entró en aquella cancha: nos botaron a Chappé. El negro, la verdá, ese día jugó por él y por otro más. Guapeó, empujó, escupió, mordisqueó, aruñó… Es imposible describir todo lo que ese hombre hizo allá alante, y en algún instante nosotros sabíamos que le tocaría irse pa´ afuera; y yo recuerdo que en el banquillo de Italia, 4 o 5 se estrecharon las manos y dijeron que “muerto el perro se acabó la rabia”, mientras el entrenador, Primo, se paraba de su asiento y daba un par de instrucciones a sus jugadores pensando que con Chappé fuera, la debacle cubana era cosa que estaría al cantío de un gallo.
Nada presagiaba en el Rudy Sedimayer-Halle lo que sucedería 24 horas después en la disputa del oro olímpico. Si uno mira las imágenes, aquellas pocas personas que abarrotaron la sala parecen, más que ciudadanos alemanes comunes y corrientes, personas que asisten a una muestra de folclor caribeño, devotos incondicionales del fuego, amantes de Shangó, Santa Bárbara y Yemayá, porque cuando el equipo cubano sale a la cancha, el respetable se desborda en un abrazo incontenible que supera todas las expectativas. Y eso que son apenas cuatro gatos.
A los italianos, asombrados, no parece importarle mucho el apoyo de un público europeo que debería respaldarlos a ellos y no a los morenos caribeños, tan distantes geográficamente como ajenos a su cultura primermundista.
Así arranca el juego, bajo la égida del principal Dragas Jalxisc auxiliado por Hugh Richardson, y comienza normal aun sabiéndose Italia favorito. La escuadra italiana —seguramente lo esperaba— encontró un juego y un orgullo que les hizo tambalear su favoritismo.
A los “negros cubanos”, como los llamó la prensa de su tiempo, le faltaba virtuosismo —puede ser— pero en la cancha se conocían sus funciones al dedillo. Su juego no por gusto había despertado admiración en todos los entendidos. Luchaban cualquier balón como si fuera el último y presionaban a los atacantes dando unos brincos propios de los saltadores de altura, y esto le arrancó a los asistentes la simpatía necesaria como para sentirse que jugaban en cancha propia.
En algún momento del partido —claro, eso puede suceder— bajaron el ritmo e Italia se sintió ganadora. «El viejo mío esa tarde se encabronó y apagó el radio. Luego fuimos oyendo un gritico por aquí, otro gritico por allá, hasta que de pronto Paco, el del segundo piso, metió un ¡SÍ! que retumbó en todo el barrio, y yo le dije al viejo: “Papi, yo creo que eso se empató” y el viejo me dijo que no lo jodiera mucho y que no comiera más turrón de maní; que esa pila de puntos abajo y contra Italia no lo ganaba ni Mandrake el Mago.
Entonces Paco volvió a meter otro grito, y una palabrota y el viejo me dio una patá en las nalgas y me gritó: «¡Enciende esa mierda ahí vieja! ¡Corre!”. Y yo fui para la cocina a encender el radio pa' escuchar Radio Rebelde». Los italianos festejaban (pienso) la expulsión de Chappé, a pesar de tener ellos fuera de circulación ya a Meneghin y a Zanatta, cuando Ruperto les enganchó la pelota en el aro.
Herrera, brazo en alto, regresó a defender no sin antes lanzarle una mirada pícara al legionario cubano expulsado; y este, sonriente, se quitó la toalla que tenía sobre los hombros y se la puso entre las piernas. Ese fue el punto 64. Y la historia lo recoge como el último tanto anotado por Cuba. Y así ha quedado y quedará, porque después de eso ya Italia no volvería ni siquiera a empatarnos el marcador.
Les quedaba muy poco tiempo, pero nada estaba decidido; mucho menos tratándose de Italia. El entrenador miró el reloj y les pidió, a pesar de la premura, un poco de sangre fría, y los italianos se lanzaron a por lo menos lograr la igualada. Llevaron rápido el balón hacia delante, pero quien quiera que recibía el balón, se encontraba con un cubano detrás, con una mano en la cintura, la otra en alto y molares y caninos prestos a la dentellada.
Así y todo, lograron abrir una brecha en la defensa de Cuba por donde se coló Serafini y en ese momento todos contuvimos la respiración, porque era una jugada de 1, 2, 3 y aro; pero se le apareció no sé quién y le cerró un poco de costado, sin tocarle, y Serafini tuvo que hacer un movimiento adicional con su cuerpo para no pisar la raya, poder acercarse al aro y hacer la clavada.
Entonces el árbitro pitó y decretó violación en la regla de los 3 pasos y le dio el balón a Cuba. Esa es una de las últimas imágenes que yo tengo de ese partido: Serafini estupefacto, reclamando misericordia en el árbitro y al público. Demasiado tarde. Son casi las 11 de la noche en Múnich y tal pareciera que el partido se celebra en un tabloncillo de La Habana Vieja, y que la bulla de quinientos habaneros se ha multiplicado diez veces del otro lado del Atlántico.
Yo creo que incluso no eran tantos, a juzgar por un par de imágenes que vi después, pero siempre tuve esa duda: ¿cómo los alemanes, que son unos tipos fríos, cerrados, emotivos sólo para un partido de la Bundesliga, podían darle tanto ánimo a unos cubanos que vivían del otro lado del Océano, en casa de las quimbambas, en vez de apoyarnos a nosotros que vivíamos al ladito?
Luego, con los años, fue que comprendí lo que es la mística, y lo que significa pelearte a los puños con el grandulón de la escuela. Nunca olvidaré las palabras de mi tío, quien ese día fue a almorzar en casa: “Mierda, ahora sí que nos jodieron.”
El resto lo hizo Urgellés que recuperó un balón y anotó para el 66-63. A falta de solo 39 segundos, Cerioni anotó y los italianos se pegaron a un punto. Cuba prendió el motor nuevamente y su ataque se estrelló contra la defensa italiana. Marzorati se apoderó del balón y se la dio al lateral Bisson, pero este falló el enceste y Cuba conquistó su bronce histórico.

## Plantilla
- Lista de jugadores convocados que disputaron el Torneo de Preclasificación Olímpica FIBA 2023.[1]

| Cuba                     | Cuba                | Cuba | Cuba   | Cuba | Cuba                       |
| Num                      | Jugador             | Pos  | Altura | Edad | Equipo                     |
| ------------------------ | ------------------- | ---- | ------ | ---- | -------------------------- |
| 0                        | Karel Guzmán        | E    | 1,95 m | 28   | U-BT Cluj-Napoca           |
| 1                        | Amaury Bueno        | B    | 1,79 m | 24   | Baloncesto Alcalá (Madrid) |
| 3                        | Marcos Chacón       | B    | 1,94 m | 20   | Gimnasia y Esgrima (CR)    |
| 5                        | Pedro Roque         | B    | 1,88 m | 28   | Capitalinos de La Habana   |
| 6                        | Neysser Coutin      | AP   | 1,92 m | 26   | Capitalinos de La Habana   |
| 8                        | Sigfredo Casero     | B    | 1,84 m | 26   | CB Morón                   |
| 9                        | Pedro Bombino       | P    | 2,06 m | 23   | Gimnasia y Esgrima (CR)    |
| 19                       | Joan Gutiérrez      | A    | 1,92 m | 20   | Capitalinos de La Habana   |
| 28                       | Sergio Machado      | P    | 2,08 m | 29   | Villa Clara                |
| 30                       | Michel Espinosa     | B    | 1,95 m | 23   | Capitalinos de La Habana   |
| 32                       | Marlon Díaz Miranda | AP   | 2,00 m | 25   | Capitalinos de La Habana   |
| 36                       | Yoel Cubilla        | AP   | 2,04 m | 28   | Jaguares de la UAM         |
| Entrenador: Eduardo Moya |                     |      |        |      |                            |

## Partidos

### Próximos encuentros
| Fecha                   | Ciudad                 | Competición                               | Local             |                              | Resultado |                                                 | Visitante                      |
| ----------------------- | ---------------------- | ----------------------------------------- | ----------------- | ---------------------------- | --------- | ----------------------------------------------- | ------------------------------ |
| 23 de junio de 2023     | Managua                | Clasificatorio AmeriCup 2025              | Cuba              | Bandera de Cuba              | 72:63     | Bandera de Islas Vírgenes de los Estados Unidos | Islas Vírgenes Estadounidenses |
| 24 de junio de 2023     | Managua                | Clasificatorio AmeriCup 2025              | Antigua y Barbuda | Bandera de Antigua y Barbuda | 53:97     | Bandera de Cuba                                 | Cuba                           |
| 25 de junio de 2023     | Managua                | Clasificatorio AmeriCup 2025              | Nicaragua         | Bandera de Nicaragua         | 78:75     | Bandera de Cuba                                 | Cuba                           |
| 1 de julio de 2023      | San Salvador           | Juegos Centroamericanos y del Caribe 2023 | Cuba              | Bandera de Cuba              | 86:56     | Bandera de El Salvador                          | El Salvador                    |
| 2 de julio de 2023      | San Salvador           | Juegos Centroamericanos y del Caribe 2023 | Puerto Rico       | Bandera de Puerto Rico       | 90:84     | Bandera de Cuba                                 | Cuba                           |
| 3 de julio de 2023      | San Salvador           | Juegos Centroamericanos y del Caribe 2023 | Cuba              | Bandera de Cuba              | 61:85     | Bandera de México                               | México                         |
| 5 de julio de 2023      | San Salvador           | Juegos Centroamericanos y del Caribe 2023 | Cuba              | Bandera de Cuba              | 77:56     | Bandera de El Salvador                          | El Salvador                    |
| 14 de agosto de 2023    | Santiago del Estero    | Preclasificatorio Olímpico 2023           | Cuba              | Bandera de Cuba              | 68:109    | Bandera de Bahamas                              | Bahamas                        |
| 17 de agosto de 2023    | La Banda               | Preclasificatorio Olímpico 2023           | Cuba              | Bandera de Cuba              | 66:109    | Bandera de Argentina                            | Argentina                      |
| 22 de febrero de 2024   | Kissimmee              | Clasificatorio AmeriCup 2025              | Estados Unidos    | Bandera de Estados Unidos    | :         | Bandera de Cuba                                 | Cuba                           |
| 25 de febrero de 2024   | La Habana              | Clasificatorio AmeriCup 2025              | Cuba              | Bandera de Cuba              | :         | Bandera de Estados Unidos                       | Estados Unidos                 |
| 22 de noviembre de 2024 | Bandera de Cuba        | Clasificatorio AmeriCup 2025              | Cuba              | Bandera de Cuba              | :         | Bandera de Bahamas                              | Bahamas                        |
| 25 de noviembre de 2024 | Bandera de Cuba        | Clasificatorio AmeriCup 2025              | Cuba              | Bandera de Cuba              | :         | Bandera de Puerto Rico                          | Puerto Rico                    |
| 20 de febrero de 2025   | Bandera de Bahamas     | Clasificatorio AmeriCup 2025              | Bahamas           | Bandera de Bahamas           | :         | Bandera de Cuba                                 | Cuba                           |
| 23 de febrero de 2025   | Bandera de Puerto Rico | Clasificatorio AmeriCup 2025              | Puerto Rico       | Bandera de Puerto Rico       | :         | Bandera de Cuba                                 | Cuba                           |

## Entrenadores
- Daniel Scott: 2001–2011
- Leonardo Pérez: 2012–2014
- Daniel Scott: 2015–2017
- Yoanis Zaldívar: 2017
- José Ramírez: 2017–2019
- Eduardo Moya: 2020–2023
- Osmel Planas: 2024–act.

## Plantillas anteriores
- Juegos Olímpicos 1948: finalizó 13º de 23 equipos.

Alfredo Faget, Francisco Lavernia, Raúl García Ordóñez, Federico López, Casimiro García Artime, Juan García, José Llanusa, Ramón Wiltz, Mario Agüero, Joaquín Agüero, Mario Quintero, Fabio Ruiz, Llaneras Rodríguez, Otero Vázquez, José Miguel Álvarez Pozo
- Juegos Olímpicos 1952: finalizó 14º de 23 equipos.

Alfredo Faget, Carlos García Ordóñez, Federico López, Juan García, Casimiro García Artime, Ramón Wiltz, Mario Quintero, Fabio Ruiz, Mario Agüero, Felipe de la Pozas y Piad, Carlos Bea, Armando Estrada Rivero, Alberto Escoto Valdés
- Juegos Olímpicos 1968: finalizó 11º de 16 equipos.

Ruperto Herrera Tabio, Pedro Chappé, Franklin Standard, Rafael Cañizares, Conrado Pérez, Pablo García, Cesar Valdés, Inocente Cuesta, Jacinto González, Miguel Montalvo, Miguel Calderón Gómez, Carlos del Pozo. Entrenador: Stepas Butautas
- Campeonato Mundial 1970: finalizó 8º de 13 equipos.

Ruperto Herrera Tabio, Pedro Chappé, Franklin Standard, Conrado Pérez, Tomás Herrera Martínez, Rafael Cañizares, Juan Domecq, Miguel Álvarez Pozo, Alejandro Urgellés, Óscar Varona, Miguel Calderón Gómez, Francisco Varona. Entrenador: Stepas Butautas
- Juegos Olímpicos 1972: finalizó 3º  de 16 equipos.

Ruperto Herrera Tabio, Pedro Chappé, Juan Domecq, Franklin Standard, Alejandro Urgellés, Rafael Cañizares, Óscar Varona, Tomás Herrera Martínez, Miguel Álvarez Pozo, Miguel Calderón Gómez, Juan Roca Brunet, Conrado Pérez. Entrenador: Carmelo Ortega
- Campeonato Mundial 1974: finalizó 4º de 14 equipos.

Ruperto Herrera Tabio, Pedro Chappé, Miguel Álvarez Pozo, Tomás Herrera Martínez, Juan Domecq, Óscar Varona, Miguel Calderón Gómez, Alejandro Urgellés, Rafael Cañizares, Conrado Pérez, Juan Roca Brunet, Alejandro Lázaro Ortiz. Entrenador: Carmelo Ortega
- Juegos Olímpicos 1976: finalizó 7º de 12 equipos.

Ruperto Herrera Tabio, Pedro Chappé, Juan Domecq, Tomás Herrera Martínez, Óscar Varona, Félix Morales, Alejandro Urgellés, Daniel Scott, Rafael Cañizares, Juan Roca Brunet, Alejandro Lázaro Ortiz, Ángel Padrón. Entrenador: Carmelo Ortega
- Juegos Olímpicos 1980: finalizó 6º de 12 equipos.

Ruperto Herrera Tabio, Tomás Herrera Martínez, Miguel Calderón Gómez, Félix Morales, Daniel Scott, Alejandro Urgellés, Alejandro Lázaro Ortiz, Raúl Dubois, Pedro Abreu, Jorge More, Generoso Márquez, Noangel Luaces. Entrenador: Pedro Chappé
- Campeonato Mundial 1986: finalizó 11º de 24 equipos.

Daniel Scott, Félix Morales, Raúl Dubois, Pedro Abreu, Luis Calderón, Noangel Luaces, Eduardo Cabrera, Luciano Rivero, Roberto Simón Salomón, Leonardo Pérez, José Carlos Caballero, Pedro Cobarrubia. Entrenador: Carmelo Ortega
- Campeonato Mundial 1994: finalizó 15º de 16 equipos.

Richard Matienzo, Leonardo Pérez, Lázaro Borrell, Roberto Carlos Herrera, Roberto Simón Salomón, Ángel Óscar Caballero, Augusto Duquesne, Ulises Goire, José Luis Díaz, Juan Leopoldo Vázquez, Edel Casanova, Yudit Abreu. Entrenador: Miguel Calderón Gómez

## Historial

### Copa Mundial
Resultado General: 17.º puesto
| Copa Mundial de Baloncesto |
| --- |
| - 1950: No calificó - 1954: No calificó - 1959: No calificó - 1963: No calificó - 1967: No calificó - 1970: 8° Lugar - 1974: 4° Lugar - 1978: No calificó - 1982: No calificó - 1986: 11° Lugar - 1990: No calificó - 1994: 15° Lugar - 1998: No calificó - 2002: No calificó - 2006: No calificó - 2010: No calificó - 2014: No calificó - 2019: No calificó - 2023: No calificó - 2027: TBD |

### Juegos Olímpicos
| Baloncesto en los Juegos Olímpicos |
| --- |
| - Berlín 1936: No calificó - Londres 1948: 13° Lugar - Helsinki 1952: 9° Lugar - Melbourne 1956: No calificó - Roma 1960: No calificó - Tokio 1964: No calificó - México 1968: 11° Lugar - Múnich 1972: - Montreal 1976: 7° Lugar - Moscú 1980: 6° Lugar - Los Ángeles 1984: No calificó - Seúl 1988: No calificó - Barcelona 1992: No calificó - Atlanta 1996: No calificó - Sídney 2000: No calificó - Atenas 2004: No calificó - Pekín 2008: No calificó - Londres 2012: No calificó - Río 2016: No calificó - Tokio 2020: No calificó - París 2024: No calificó |

### Campeonato FIBA Américas
| - 1980: 6° Lugar - 1984: 8° Lugar - 1988: No calificó - 1989: 7° Lugar - 1992: 8° Lugar - 1993: 5° Lugar - 1995: 5° Lugar - 1997: 6° Lugar - 1999: 10° Lugar - 2001: No calificó - 2003: No calificó - 2005: No calificó - 2007: No calificó - 2009: No calificó - 2011: 10° Lugar - 2013: No calificó - 2015: 10° Lugar - 2017: No calificó - 2022: No calificó - 2025: ? |

### Centrobasket
| - 1965: - 1967: - 1969: - 1971: - 1973: - 1975: - 1977: No calificó - 1981: - 1985: - 1987: 5° Lugar - 1989: - 1991: - 1993: - 1995: - 1997: - 1999: - 2001: 6° Lugar - 2003: No calificó - 2004: 5° Lugar - 2006: 6° Lugar - 2008: 4° Lugar - 2010: 4° Lugar - 2012: 8° Lugar - 2014: 4° Lugar - 2016: 6° Lugar |

### Juegos Panamericanos
| Juegos Panamericanos | Juegos Panamericanos | Juegos Panamericanos | Juegos Panamericanos | Juegos Panamericanos | Juegos Panamericanos |
| -------------------- | -------------------- | -------------------- | -------------------- | -------------------- | -------------------- |
| - 1951: 4° Lugar     |                      | - 1979: 4° Lugar     |                      | - 2007: No calificó  |                      |
| - 1955: 5° Lugar     |                      | - 1983: 7° Lugar     |                      | - 2011: No calificó  |                      |
| - 1959: 6° Lugar     |                      | - 1987: No calificó  |                      | - 2015: No calificó  |                      |
| - 1963: No calificó  |                      | - 1991: 4° Lugar     |                      | - 2019: No calificó  |                      |
| - 1967: 4° Lugar     |                      | - 1995: No calificó  |                      | - 2023: No calificó  |                      |
| - 1971:              |                      | - 1999: 7° Lugar     |                      | - 2027: ?            |                      |
| - 1975: 5° Lugar     |                      | - 2003: No calificó  |                      |                      |                      |

## Palmarés
- Juegos Olímpicos:
  -  Tercer lugar (1): 1972

- Centrobasket:
  -   Campeón (4): 1971, 1995, 1997, 1999
  -  Subcampeón (3): 1967, 1969, 1993
  -  Tercer lugar (6): 1965, 1973, 1975, 1981, 1985, 1989, 1991

- Juegos Panamericanos:
  -  Tercer lugar (1): 1971

- Campeonato CBC:
  -   Campeón (1): 2004
  -  Subcampeón (1): 2014
  -  Tercer lugar (3): 2006, 2007, 2009

- Juegos de la Amistad:
  -  Tercer lugar (1): 1984